# Sandy Lam
Sandy Lam (kinesiska: 林憶蓮), född 26 april 1966 i Hongkong, är en popsångerska som sjunger på kantonesiska, standardkinesiska och japanska.
Lam, som har rötter i Shanghai och Ningbo och växte upp i ett shanghainesiskt område i Hongkong, slog igenom i början av 1980-talet, först som DJ vid en radiostation och sedan som kantopopsångerska. Hon behöll ställningen som en av de ledande kantopopartisterna till mitten av 1990-talet. Från att ha sjungit enkel japansk pop kom hon att låta sin sång influeras av så skilja genrer som pekingopera, R&B, rapp och hiphop. Lam började sjunga också på standardkinesiska i början av 1990-talet och har även gjort inspelningar på japanska. I mitten av 1990-talet blev hennes framträdanden i Hongkong färre och hon satsade på en karriär på annat håll (Taiwan, Shanghai, Singapore). Hon var gift 1998-2004 med den taiwanesiske musikproducenten Jonathan Lee. Idag (2007) är hon åter bosatt i Hongkong. 
Sandy Lam har idag (2007) ett tjugotal album bakom sig, 13 av dessa på kantonesiska. Hennes kanske viktigaste album insjunget på standardkinesiska är Aishang yi ge buhuijia de ren (愛上一個不回家的人), och det viktigaste på kantonesiska Je-faa (野花). Hon har också spelat med i sju hongkongproducerade filmer under åren 1985-1990.